# Монгольські народи

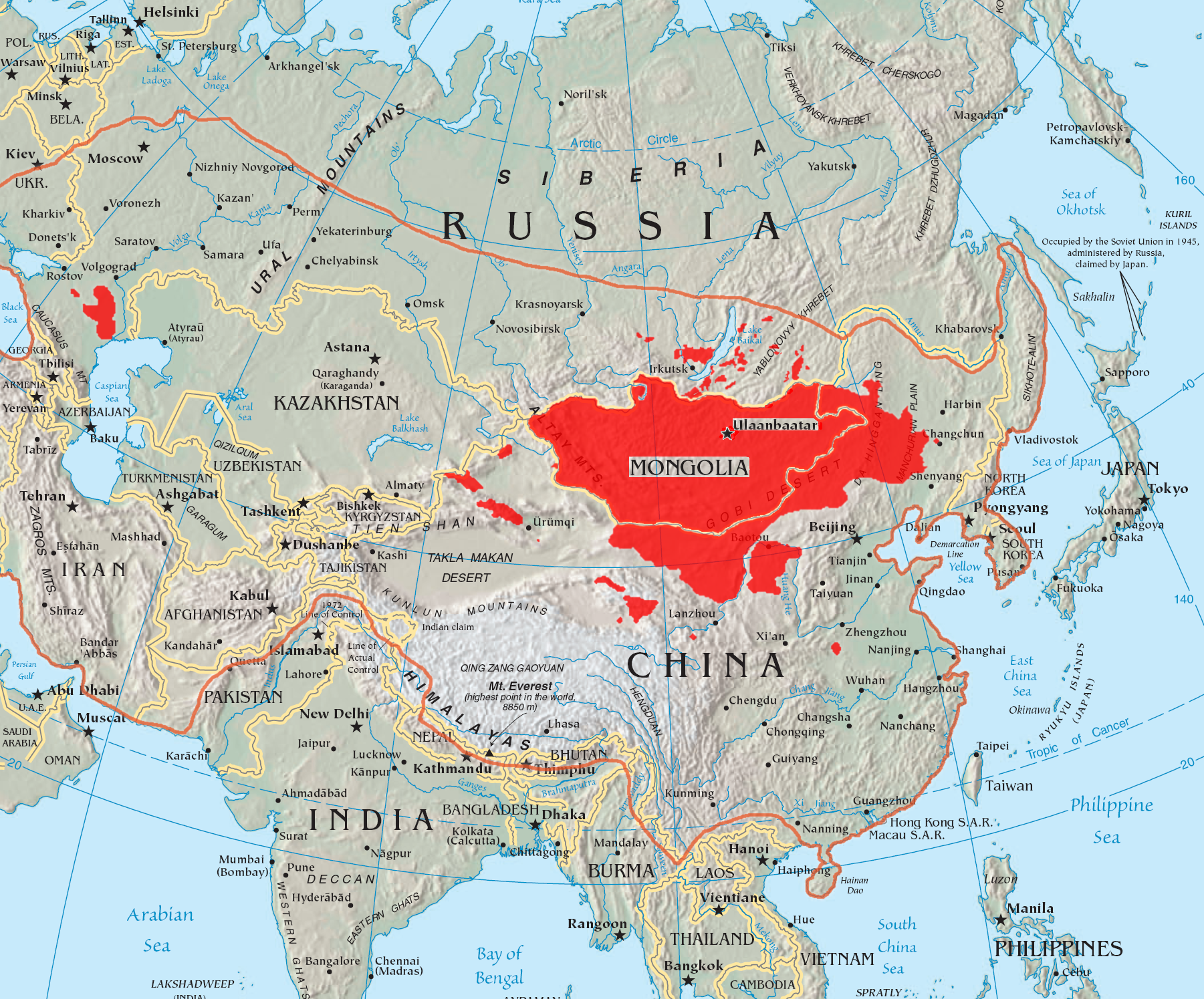
Монгольські народи

Монгольські народи (англ. Mongolic peoples) — група народів, які розмовляють монгольськими мовами: монголи, мугали, даури, югури, буряти, калмики тощо. Походять з території Монголії у Східній Азії, від племен, які умовно називаються прото-монголами. Належать до монголоїдної раси. Проживають переважно у Монголії, Китаї (Внутрішній Монголії), Московії (Бурятії, Калмикії, Забайкаллі). Сповідують переважно тибетський буддизм, сунітський іслам, тенгріанство, шаманізм. Найчисленніший етнос — монголи. Близькі народи — китайці, буряти.

## Галерея

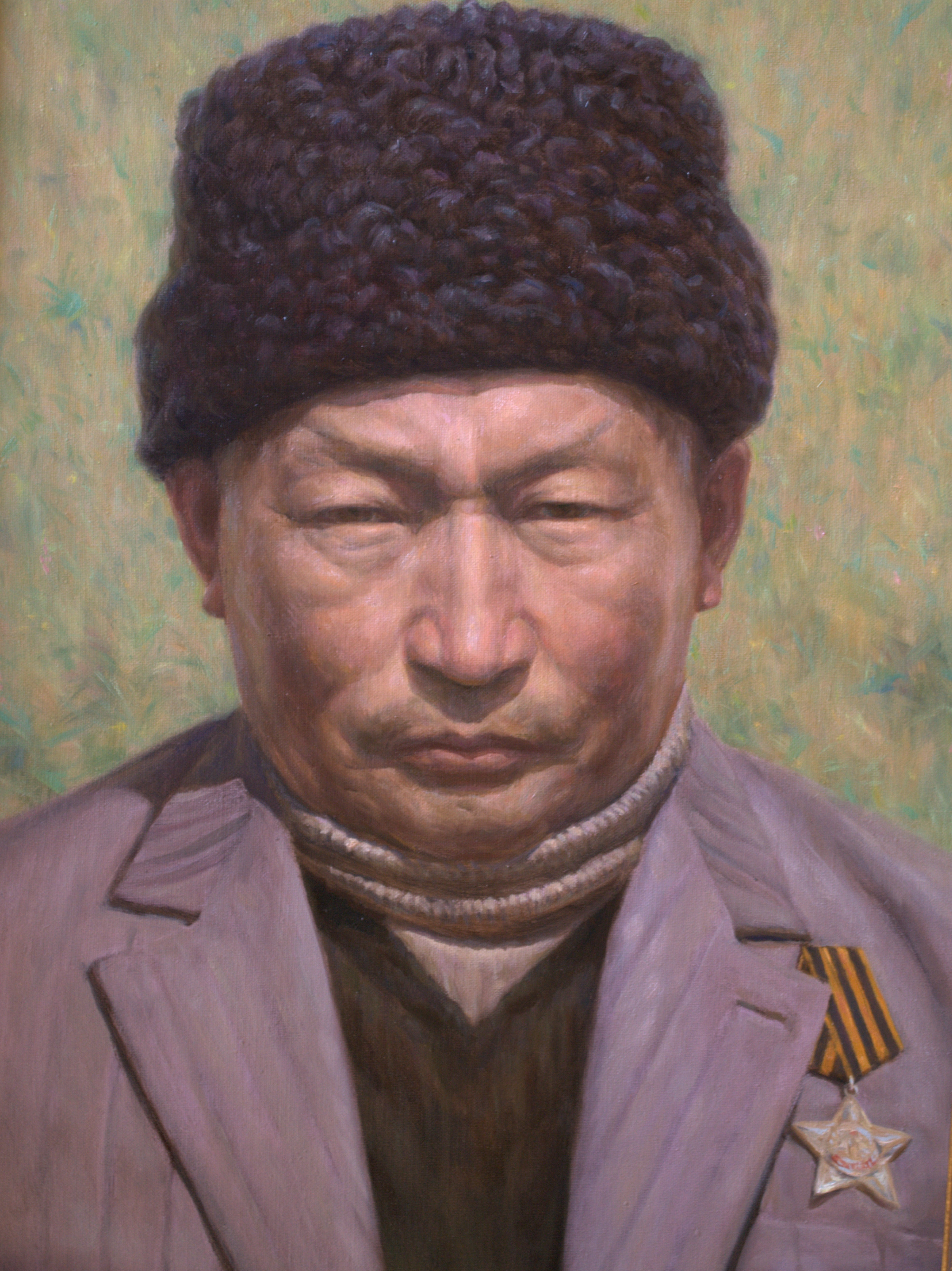
Бурят
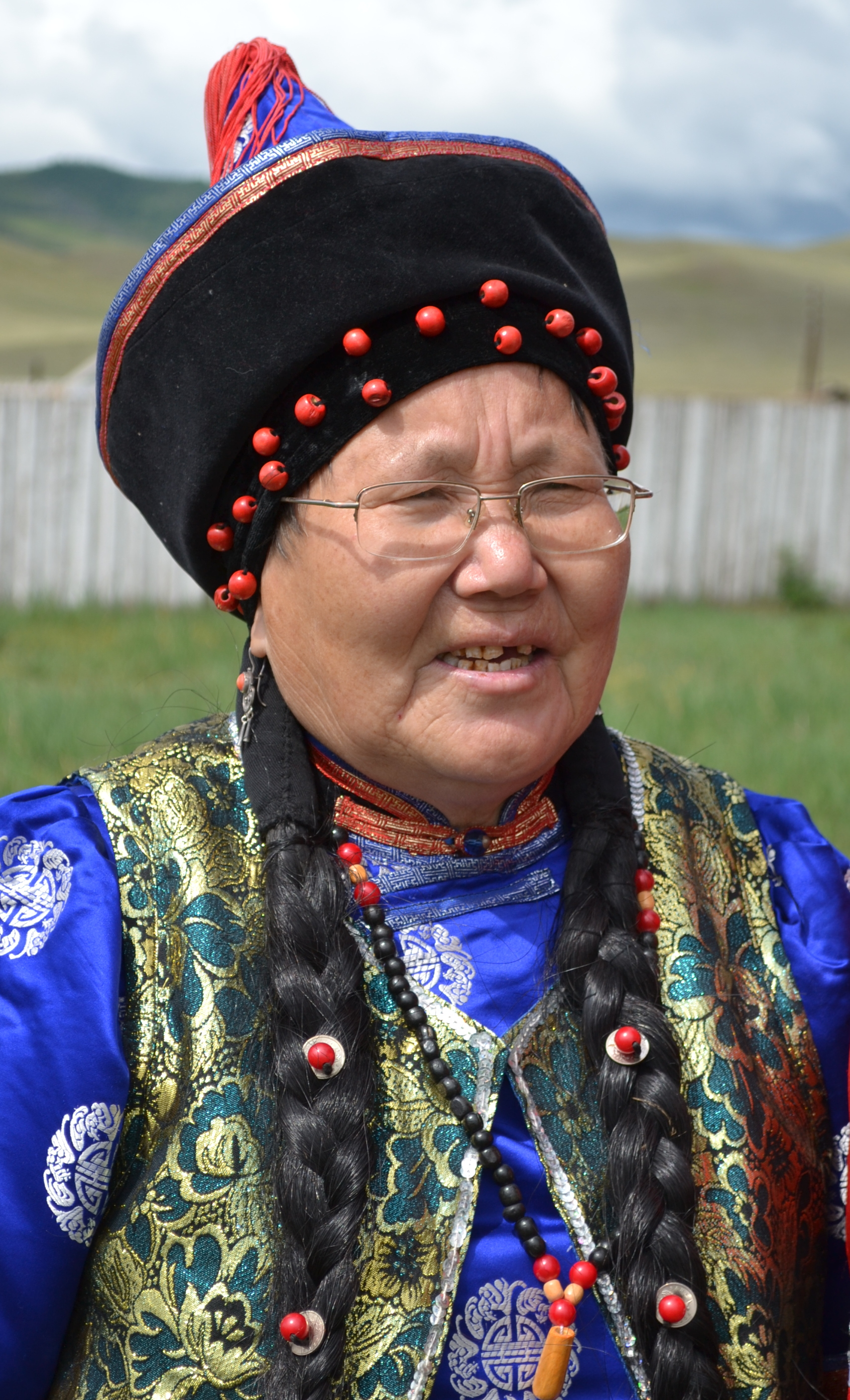
Бурятка
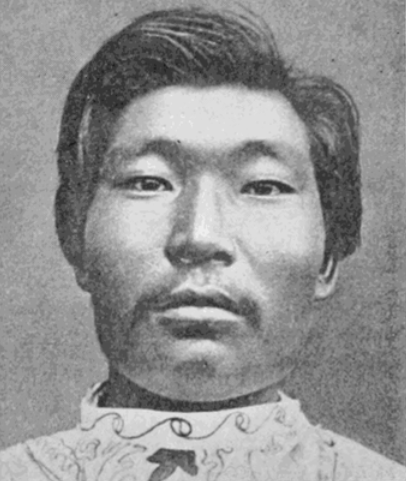
Калмик
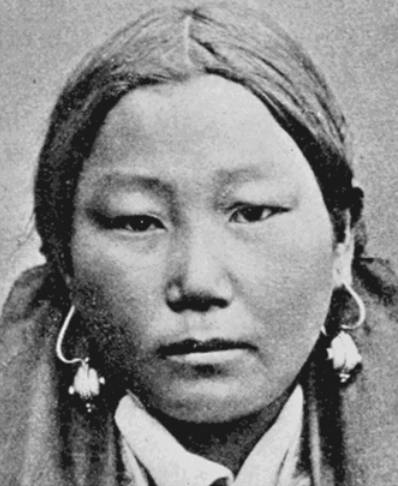
Калмичка
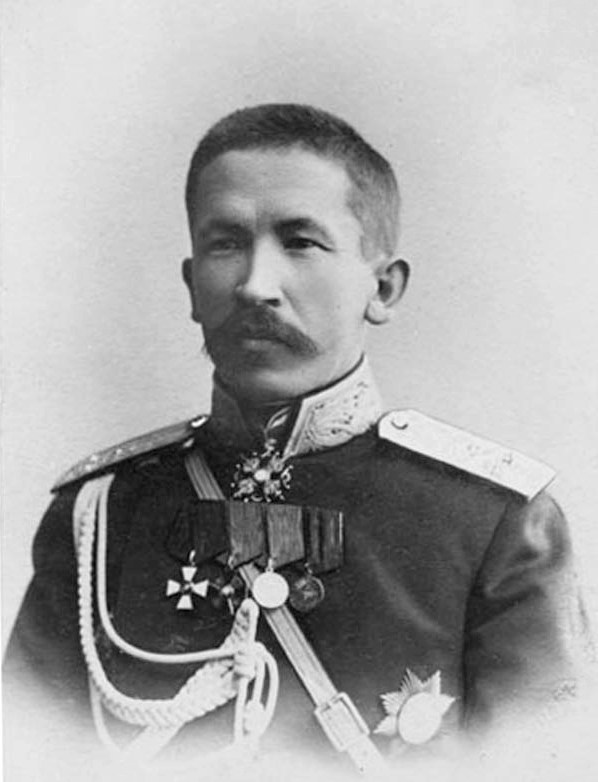
Корнілов (калмик)